# Nachtglas

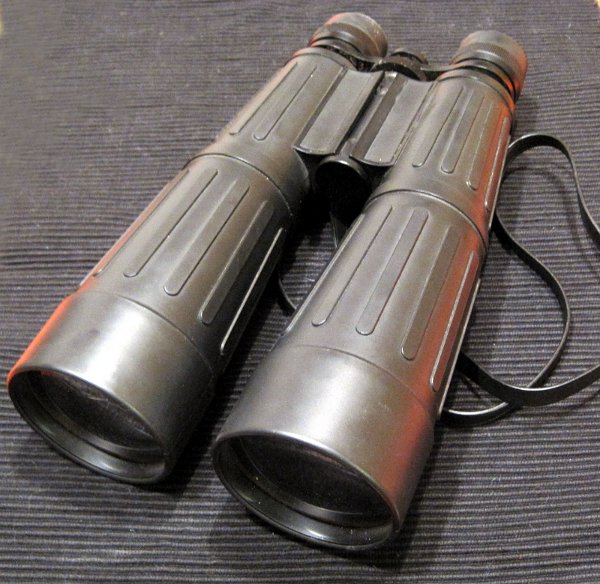
Abb. 1: Nachtglas 9x63 (9-fache Vergrößerung, 63 mm Öffnung)

Ein Nachtglas ist ein Fernglas mit vergrößerter Austrittspupille, das für Dämmerungs- und Nachtsehen optimiert ist.
Im Gegensatz zum Nachtsichtgerät ist die Optik passiv, also ohne Lichtverstärkung.

## Funktion
Die Austrittspupille AP eines Fernrohrs ist so groß wie die Eintrittspupille EP, verkleinert um den Vergrößerungsfaktor V:
AP = EP / V
Das Auge sieht nur den Teil des Strahlenbündels, der die Augenpupille passiert. Bei Tag misst die Augenpupille ca. 2 mm. Bei Nacht ist sie auf 5 bis 8 mm erweitert, entsprechend ist die Austrittspupille eines Nachtglases auf 5–7 mm angepasst. Sie ist mehr als doppelt so groß wie bei einem normalen Fernglas, dementsprechend sind auch die Objektivlinsen vergrößert.
Typische Nachtgläser haben eine Austrittspupille von 7 mm und die Bemessungen 7x50, 8x56 und 9x63.
Trotz der großen Flächenhelligkeit, die sie bei Dunkelheit erzielen, sind Nachtgläser für astronomische Zwecke normalerweise nicht die erste Wahl, da das Restlicht, das von Lichtverschmutzung, dem Mond oder der Sonne herrühren kann, durch das Nachtglas mitverstärkt wird daher kein Mehr an Kontrast erreicht wird.
Die Beobachtung der nächtlichen Umgebung mit einem guten Nachtglas gestattet aber auch dort eine Fülle von Einzelheiten zu erkennen, wo die Beobachtung mit bloßem Auge überhaupt keine Details vermuten lässt. Durch diese Eigenschaft sind Nachtgläser in Marine und Jagd von besonderer Bedeutung.

## Beispiele

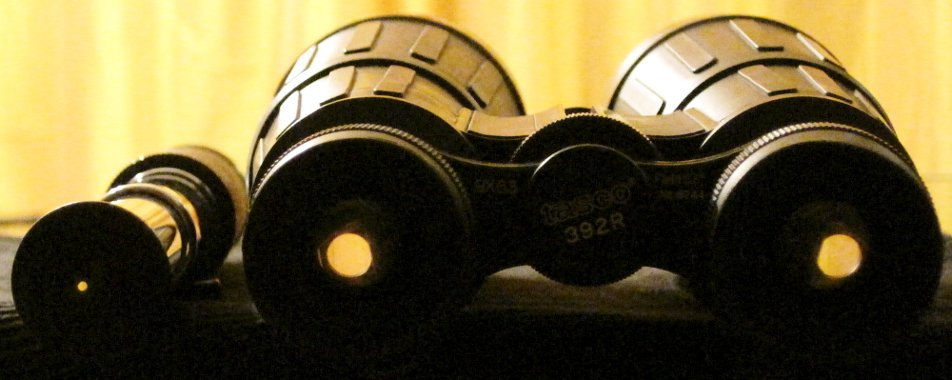
Abb. 2: Austrittspupillen eines Fernrohrs (links) und eines Nachtglases.

Das 25x30-Fernrohr links in Abbildung 2  ist für Tageslicht optimiert, denn die Austrittspupille ist kleiner als 2 mm. Es hat zwar eine große Dämmerungszahl von 27, bildet aber wegen der kleinen Austrittspupille die Umgebung dunkler ab als ohne Hilfsmittel. Das 9x63-Fernglas rechts neben dem Fernrohr ist ein Nachtglas. Die Austrittsapertur von ca. 7 mm ist deutlich zu erkennen. Die Dämmerungszahl beträgt ebenfalls ca. 25, ist aber an die geweitete Pupille eines nachtadaptierten Auges angepasst.